# Meykhana
La Meykhana (in azero Meyxana) è una distinta forma letteraria e folk-rap dell'Azerbaigian, che consiste in una canzone a cappella eseguita da una o più persone improvvisando su un particolare argomento. La meykhana è distinta dalla poesia parlata ("Spoken word") dal fatto che viene eseguita in base a un ritmo.
La Meykhana è spesso paragonata alla musica hip hop, noto anche come rap nazionale tra gli azeri, in quanto comprende anche artisti che parlano liricamente, in rima e versi, generalmente a un ritmo strumentale o sintetizzato. Gli artisti incorporano nella performance anche sintetizzatori, drum machine, e musica dal vivo. I maestri di meykhana possono scrivere, memorizzare, o improvvisare i loro testi ed eseguire le loro opere a cappella o a ritmo.

## Etimologia
Il nome del genere viene dal termine persiano tradizionale meykhane (taverna), esso stesso derivato dalle parole mey (vino) e khane (casa). Gli artisti professionali di meykhana sono conosciuti come Söz Ustadı (maestri della parola) in azero, o anche maestri di meykhana.